# Битва при Сельориго
Би́тва при Сильориго — два последовательных сражения между мусульманскими войсками Кордовского эмирата и союзной астурийско-кастильской армией, произошедшие в 882—883 годах за контроль над замком Сельориго и его окрестностями. Оба сражения привели к поражению мусульман. Замок, за который сражались армии, на сегодняшний день утрачен.

## Первое сражение
В 882 году Мухаммад I ибн Лубб, член клана Бану Каси, который как и его отец Лубб I ибн Муса ранее всегда имел хорошие отношения с христианскими королевствами на севере Пиренейского полуострова, вступил в коалицию с кордовским эмиром Мухаммадом I. Эмир в качестве жеста доброй воли послал своего сына аль-Мунзира присоединиться к войску Бану Каси для налётов на владения христиан на реке Эбро. Мухаммад ибн Лубб продвинулся из Сарагосы вдоль берега Эбро и прошёл через Ла-Риоху, в то время принадлежавшую его дядям, правителю Сарагосы Исмаилу ибн Мусе и правителю Туделы Фортуну ибн Мусе.
После прибытия к Сельориго мусульмане попытались взять замок, так как он был стратегически важен для защиты одного из немногочисленных проходов через горы Обаранес. Замок защищал Вела Хименес, основатель рода Вела и первый граф Алавы. Однако атака, обернувшаяся для обеих армий большим числом раненых, не позволила мусульманам добиться успеха в захвате замка. После этого сын кордовского эмира аль-Мунзир взял значительную часть мусульманской армии под своё командование и отправился к Панкорбо, другому перевалу через Обаренес. Однако атаки на замок Панкорбо в течение нескольких дней также закончились мусульманским отступлением и многочисленными жертвами.
После этих отступлений король Астурии Альфонсо III приказал графу Кастилии Диего Родригесу Порселосу и Веле Хименесу преследовать Мухаммада ибн Лубба и аль-Мунзира. После преследования в течение некоторого времени мусульманские лидеры запросили мира.

## Второе сражение
Год спустя, в 883 году, аль-Мунзир собрал войско под командованием аль-Мондера и Абу Халита. После победы под стенами Сарагосы и разграбления города Вильямайор-де-Монхардин и других городов Наварры они отправились в очередной раз атаковать замок Сельориго, но на этот раз без помощи войск Мухаммада ибн Лубба.
Результаты кампании оказались еще хуже, чем за год до того. После того как защитники Сельориго обили атаки, аль-Мунзир вновь атаковал замок в Панкорбо, а также замок в Кастрохерисе. Обе попытки завершились полным провалом и большими потерями для мусульманской стороны. Эти поражения вынудили аль-Мунзира отправить посланника к королю Альфонсо III, чтобы просить мира.